# Boyz N Da Hood
Boyz N Da Hood est un groupe de hip-hop américain, originaire d'Atlanta, en Géorgie. 

## Biographie
Young Jeezy forme Boyz N Da Hood en 2003. Boyz N da Hood se compose initialement de Miguel « Big Gee » Scott, Lee « Big Duke » Dixon, Jay « Young Jeezy » Jenkins, et Jacoby « Jody Breeze » White, quatre rappeurs originaires d'Atlanta. Tous les quatre signent au label Bad Boy Entertainment de P. Diddy, auquel ils publient leur premier album éponyme, Boyz N Da Hood, le 21 juin 2005,. Boyz N da Hood représente la scène Dirty South au label Bad Boy, comme leur prédécesseur 8Ball & MJG en 2004. Pour ce premier album, le groupe s'inspire de N.W.A. duquel il reprend les tendances franches et ultra-violentes. L'album atteint la cinquième place du Billboard 200. Leur single Dem Boyz extrait de l'album atteint également les classements. Avec le dirigeant du label Sho'Nuff Records, Russell « Block » Spencer, le quartette génère l'intérêt de nombreux labels.
Au profit de sa carrière solo, Jeezy délaisse le groupe au sein de Def Jam. Lil Wayne, Rick Ross et T.I. étaient annoncés comme les remplaçants de Jeezy, mais sur la mixtape de DJ Smallz intitulée Southern Smoke 29: Vote DJ Smallz, Boyz N Da Hood annonce Gorilla Zoe comme remplaçant officiel. Ensemble, le groupe publie son deuxième album, Back Up N Da Chevy le 7 août 2007. Il atteint la 51e place du Billboard 200.

## Discographie

### Albums studio
- 2005 : Boyz N Da Hood
- 2007 : Back Up N Da Chevy

### Singles
| Année | Titre                          | Meilleure position | Meilleure position    | Meilleure position | Album              |
| Année | Titre                          | Hot 100            | Hot R&B/Hip-Hop Songs | Hot Rap Songs      | Album              |
| ----- | ------------------------------ | ------------------ | --------------------- | ------------------ | ------------------ |
| 2005  | Dem Boyz                       | 56                 | 15                    | 13                 | Boyz N Da Hood     |
| 2005  | Felonies                       | -                  | -                     | -                  | Boyz N Da Hood     |
| 2007  | Bite Down                      | -                  | -                     | -                  | Back Up N Da Chevy |
| 2007  | Everybody Know Me              | -                  | -                     | -                  | Back Up N Da Chevy |
| 2007  | We Ready                       | -                  | -                     | -                  | Back Up N Da Chevy |
| 2007  | Table Dance (featuring T-Pain) | -                  | -                     | -                  | Back Up N Da Chevy |